# Aler
Aler es una localidad española perteneciente al municipio de Benabarre, en la Ribagorza, provincia de Huesca, Aragón.

## Historia
Su iglesia fue consagrada por San Ramón en 1105. Antes de 1930 fue agregado al municipio de Benabarre, anteriormente fue independiente.

## Geografía
Está situado sobre un promontorio rocoso de escaso relieve, en el llano de la Ribagorza. Se encuentra en la cuenca del río Ésera, a diferencia del resto del municipio, a 702 m s. n. m., a 5 km de Benabarre y a 100 de Huesca.

## Lengua
La lengua propia de Aler es una lengua de transición entre el catalán y el aragonés difícil de clasificar, al igual que el de Juseu. Según Artur Quintana i Font se puede clasificar como catalán ribagorzano de transición hacia el aragonés.
En Juseu y Aler el participio del verbo ser acaba en -ito (sito), relacionado con set del catalán noroccidental de algunos lugares de Aragón o que lindan con Aragón, y sit del maellano.
- La c, ç del catalán se pronuncia como z interdental como en aragonés, castellano del norte y centro y las hablas del Guadalope-Mezquín.

- El final en -es del catalán que se encuentra en los plurales femeninos y verbos en segunda persona singular se pronuncia /-as/ (vingas y las casas en lugar de vingues y les cases).

Otro aspecto interesante del habla de Aler y del valle del Sarrón como Juseu y Torres, es que la terminación -rn del catalán se pronuncia -rt (fort, hivèrt, infèrt en lugar de forn, hivern y infern).

## Festividades
- Fiesta mayor en honor a San Pedro, primer domingo de agosto.

## Demografía
| Gráfica de evolución demográfica de Aler entre 1842 y 1920 |
| |
| Población de derecho según los censos de población del INE Población de hecho según los censos de población del INEEntre el censo de 1857 y el anterior, crece el término del municipio porque incorpora a Puibert Entre el censo de 1930 y el anterior, este municipio desaparece porque se integra en el municipio Benabarre |

## Monumentos
- Dólmenes del Mas de Abat y Mas Balón.[1]
- Iglesia de San Donato, en ruinas.[1]
- Palacio y muralla medieval.[5][1]

- Iglesia del siglo XII consagrada por San Ramón en 1105, con reformas del siglo XVII.[6][7]
- Ermita de San Pedro, del siglo XVI[6]
- Ermita de San Martín o de San Gregorio[6]

## Hijos ilustres
- José Pascual Benabarre Vigo (1915-2017), teólogo y pedagogo.